# Gare de Fuchūkeiba-seimommae
La gare de Fuchūkeiba-seimommae (府中競馬正門前駅, Fuchūkeiba-seimommae-eki) est une gare ferroviaire terminus de la ville de Fuchū, à Tokyo au Japon. La gare est exploitée par la compagnie Keiō.

## Situation ferroviaire
La gare de Fuchūkeiba-seimommae marque la fin de la ligne Keibajō.

## Histoire
La gare a été inaugurée le 29 avril 1955.

## Services aux voyageurs

### Accès et accueil
La gare dispose d'un bâtiment voyageurs, avec guichet, ouvert tous les jours.

### Desserte
- Ligne Keibajō :
  - voies 1 et 2 : direction Higashi-Fuchū et Shinjuku

## Dans les environs
- Hippodrome de Fuchū